# Успение Богородично (Кашина)
Вижте пояснителната страница за други значения на Успение Богородично.
„Успение Богородично“ е възрожденска църква в светиврачкото село Кашина, България, част от Неврокопската епархия на Българската православна църква. Обявена е за паметник на културата.

## Архитектура
Църквата е построена през първата половина на XIX век. В архитектурно отношение представлява каменна еднокорабна, вкопана на дълбочина 0,7 m сграда с полукръгла апсида и открит трем на северната страна. В интериора на тавана има апликирани две розетки и в средата в 1901 година е изрисуван Христос Вседържител в овален медальон. Северната и южната стена и проскомидията са изписани, но стенописите са силно повредени. Иконстасът е таблен с резба по царските двери и венчилката. На цокълните му табла има сцени от Шестоднева с нравоучителни сюжети. Иконите са от 1844 година, надживописани в началото на XX век. Проскинитарият и амвонът също са резбовани.